# Ansco Bruinier
Julius Ansco Bruinier (* 8. November 1898 in Frankfurt am Main; † 6. Februar 1973 in Bernried am Starnberger See) war ein Musiker in der Berliner Jazz- und Tanzmusikband Weintraubs Syncopators. Er spielte dort in den 1920er Jahren Trompete und eine Reihe anderer Instrumente und trat als Kunstpfeifer auf. Sein bürgerlicher Beruf war Ingenieur.

## Leben
Bruinier war der dritte Sohn des Ehepaars Jan Berend Hendrik Bruinier und Sophie Bruinier, geborene Wagner. Wie sein Vater war er niederländischer Staatsbürger. Ansco Bruinier besuchte zunächst in Berlin-Steglitz die Realschule und arbeitete nach der mittleren Reife für ein gutes Jahr, 1916 bis 1917, als Maschinentechniker in den Dinglerwerken in Zweibrücken. Danach ging er weiter zur Schule und machte 1920 an der Oberrealschule Steglitz das Abitur. Acht Monate lang war er als Technischer Zeichner für eine Maschinenfabrik in Hengelo tätig, darauf folgte bis April 1922 die Ableistung seines Wehrdienstes für das niederländische Heer. Im Mai 1922 kehrte er erneut nach Berlin zurück und nahm ein Studium der Technischen Chemie an der Technischen Hochschule Berlin auf.
Bereits als Kind hatte Bruinier Unterricht auf dem Violoncello erhalten. Ab 1922 trat er öffentlich in einem Trio mit seinen beiden Brüdern August (Violine) und Franz (Klavier) auf. Seit dem 1. August 1926 gehörte er einer der bekanntesten deutschen Jazzbands an, den Weintraubs Syncopators unter der Leitung von Stefan Weintraub. Er spielte dort Trompete, Sousaphon, Tuba, Cello und Kontrabass und trat als Kunstpfeifer auf. Die Weintraubs Syncopators mit Ansco Bruinier beteiligten sich zudem an den Kabarett- und Revueprogrammen der Kabarettreihe „MA“ („Montagabend“), für die meist Franz Bruinier die Musik schrieb; ebenso etwa an den Revuen Was Sie wollen (Marcellus Schiffer) und Das bist Du mit Musik von Friedrich Hollaender. 1928 war Bruinier an einer Deutschlandtournee der Weintraubs Syncopators beteiligt, die sie unter anderem in das Feldberghaus auf dem Großen Feldberg führte (Konzert mit Kate Kühl). Die Erlöse aus Bruiniers musikalischen Tätigkeiten trugen zur Finanzierung seines Studiums bei.
Im September 1928 gab Bruinier vorübergehend das Musizieren auf, um sein Studium mit dem Grad des Diplom-Ingenieurs abzuschließen, kehrte aber Ende 1929 wieder zu den Weintraubs Syncopators zurück, da es ihm als Ausländer in der Zeit der Weltwirtschaftskrise nicht gelang, in Deutschland eine Ingenieursstelle zu finden. Doch Ende September 1930 fand er Arbeit bei Shell. In den folgenden Jahren war er weltweit auf Ölfeldern der Shell tätig, in Rumänien, auf Borneo und in Argentinien, seit 1936 dann in der Hamburger Shell-Niederlassung. Er arbeitete dort bis zu seiner Pensionierung und zog dann nach Bernried am Starnberger See.

## Werk
Bruinier ist auf einer Reihe von Tonaufnahmen der Weintraubs Syncopators auf Schellackplatten zu hören, so als Trompeter auf Up and at ’em und Jackass Blues und mit einem Pfeifsolo auf dem Marion-Tango, aufgenommen am 15. Februar 1928 für Odeon. Wie Horst Bergmeier schreibt, war Bruiniers „Pfeifen auf zwei Daumen eine Kunst für sich, die ihm immer prominente Erwähnungen in der Presse einbrachte“. Die Fähigkeit des Kunstpfeifens hat er auch seiner Tochter Katharina beigebracht, wie diese anlässlich eines Films über die Weintraubs Syncopators 2010 der Augsburger Allgemeinen berichtete und vorführte.
Ferner ist er zu hören und zu sehen in einigen Filmen, zu denen die Syncopators Musik beisteuerten, unter anderem in Der Blaue Engel und Das Kabinett des Dr. Larifari. Weder Tonaufzeichnungen noch Noten, sondern nur Berichte von Zuschauern gibt es von der Bearbeitung von Yvan Golls Paris brennt als „ekstatische Szene mit Jazz“ (Musik: Franz Bruinier), die die MA am 28. Februar 1927 in Berlin aufführten. Ausweislich des Programmzettels war Ansco Bruinier auch hier beteiligt.

## Wissens- und Bildquellen
Ein Großteil des existierenden Wissens stammt von Rainer Lotz, der Ansco Bruinier in den 1960er Jahren gut kannte und dessen gesammelte Unterlagen zur Auswertung erhielt. Aus Lotz’ Sammlung stammt unter anderem eine ganze Serie von Fotos, die Auftritte von Ansco Bruinier mit den Weintraubs Syncopators zeigen. Er hat sie Horst Bergmeier für seine Publikation The Weintraub Story zur Verfügung gestellt, wo sie veröffentlicht wurden. Mindestens eines dieser Fotos ist auch schon 1927 publiziert worden, und zwar in Der Querschnitt 12/1997. Unmittelbar unter dem von Lili Baruch stammenden Foto, das ganz rechts Ansco Bruinier an der Trompete zeigt, druckte das Magazin eine Reproduktion eines Ölbilds von Max Oppenheimer, Jazz Band, das ebenfalls unter anderem Ansco Bruinier mit Trompete darstellt.

## Tonaufnahmen
- Friedrich Hollaender mit seinen Weintraub-Syncopators bei Odeon am 15. Februar 1928 (Ansco Bruinier: tp, whistling).[8]
  - Odeon 0-2353: Up and at 'em (Jack Pettis/Al Goering). Jackass Blues (Art Kassel/Mel Stitzel).
  - Odeon 0-2554: Eine hat mich geküsst – Blue Skies (Irving Berlin). The song is ended (Irving Berlin).
  - Odeon 0-2355: Zwei dunkle Augen (Friedrich Hollaender). Marion-Tango (Friedrich Hollaender). (Marion-Tango auf YouTube)